# Brian Cardinal
Pour les articles homonymes, voir Cardinal.
Brian Lee Cardinal, né le 2 mai 1977 à Tolono dans l'Illinois, est un joueur américain de basket-ball évoluant en NBA au poste d'ailier fort.

## Palmarès
- Champion NBA en 2011 avec les Mavericks de Dallas.
- Champion de la Conférence Ouest en 2011 avec les Mavericks de Dallas.